# Bloco de Esquerda
Bloco de Esquerda [ˈblɔku dɨ (ɨ)ʃˈkeɾdɐ] (BE), ”Vänsterblocket”, är ett socialistiskt politiskt parti i Portugal, grundat 1999. Partiet är medlem i Europeiska vänsterpartiet (PEL) och dess Europaparlamentariker sitter i Vänstergruppen. 
Bloco de Esquerda har sina rötter i sammanslagningen av União Democrática Popular, Partido Socialista Revolucionário och Política XXI.
Enligt sina stadgar (Estatutos), har partiet som mål att försvara friheten och att skapa ett alternativ till kapitalismen, samt att uppnå en ekologiskt hållbar värld utan diskriminationer på grund av etnicitet, kön, sexual orientering, ålder, religion, åsikt eller social status.
Partiet vann 19 mandat i Parlamentsvalet i Portugal 2015.
I Europaparlamentsvalet 2014 vann partiet ett mandat.